# Elisabetta d'Asburgo (regina di Polonia 1526)
Elisabetta d'Asburgo, arciduchessa d'Austria (Linz, 9 luglio 1526 – Vilnius, 15 giugno 1545), era un membro della Casa d'Asburgo.

## Biografia
Era la figlia primogenita di Ferdinando d'Asburgo (futuro imperatore Ferdinando I), e di sua moglie, Anna Jagellone.
Elisabetta trascorse gran parte della sua infanzia nell'Hofburg, a Innsbruck. Fu allevata seguendo una rigida disciplina e ricevette una buona educazione dall'umanista Kaspar Ursinus Velius, ma non le fu insegnata la lingua polacca nonostante il suo precoce matrimonio combinato con Sigismondo II Augusto.

## Matrimonio
Il progetto matrimoniale fu discusso per la prima volta quando Elisabetta aveva solo un anno. Luigi, re di Ungheria e Boemia, era morto nell'agosto del 1526 senza lasciare un erede e il trono ungherese era conteso tra il cognato di Luigi, Ferdinando I, e Giovanni Szapolyai. Lo zio di Luigi, Sigismondo I, e la nobiltà ungherese sostenevano Szapolyai. Il matrimonio di Elisabetta con il figlio di Sigismondo fu proposto come mezzo per troncare il sostegno polacco a Szapolyai. La regina polacca Bona Sforza si oppose al matrimonio mentre si opponeva alla crescente influenza degli Asburgo.
Nel febbraio 1530 Sigismondo II Augusto, di dieci anni, fu incoronato re di Polonia, mentre suo padre era ancora vivo e di buona salute, per assicurarsi la sua eredità in Polonia, che aveva una monarchia elettiva. Gli inviati di Giorgio, duca di Sassonia, presenziarono alla cerimonia di incoronazione e negoziarono il matrimonio tra Elisabetta e Sigismondo per conto di Ferdinando. Il Gran Cancelliere della Corona Krzysztof Szydłowiecki sostenne le nozze e organizzò un contratto di matrimonio preliminare, firmato il 10-11 novembre 1530 a Poznań. Secondo il trattato, il matrimonio avrebbe avuto luogo nel 1533 quando Elisabetta avrebbe raggiunto l'età di 7 anni. La sua dote era di 100.000 ducati. In cambio, i polacchi le avrebbero concesso le città di Nowy Sącz, Sanok, Przemyśl e Biecz.
In considerazione del fatto che Elisabetta era la nipote di Ladislao II d' Ungheria, zio di Sigismondo, Papa Clemente VII dovette concedere una dispensa papale perché il matrimonio potesse aver luogo.
Il contratto di matrimonio definitivo fu firmato solo il 16 giugno 1538 a Breslavia da Johannes Dantiscus. Il trattato non differiva dal trattato preliminare del 1530 se non per l'età della sposa, ora fissata a 16 anni. La cerimonia di fidanzamento avvenne il 17 luglio 1538 a Innsbruck. Bona continuò a fare pressioni contro il matrimonio e propose invece la principessa Margherita di Francia.

### Regina di Polonia
Elisabetta e un seguito di dodici persone partirono da Vienna il 21 aprile 1543. Fu raggiunta a Olomouc da Samuel Maciejowski, vescovo di Płock e da un seguito di 1.500 cavalieri. Il 5 maggio 1543, Elisabetta entrò a Cracovia e incontrò Sigismondo Augusto per la prima volta. Lo stesso giorno Elisabetta sposò Sigismondo Augusto, nella Cattedrale del Wawel. La celebrazione del matrimonio continuò per due settimane. Fu anche incoronata regina della Polonia, che aumentò solo l'ira di Bona Sforza che detestava il suo titolo di "Regina madre".
Il matrimonio non fu felice. Sigismondo Augusto, che aveva già diverse amanti, non trovò attraente Elisabetta e continuò ad avere relazioni extraconiugali. Cresciuta in una famiglia severa per essere obbediente, Elisabetta era troppo timida e mite. Il lungo viaggio dall'Austria alla Polonia aveva ulteriormente deteriorato la sua fragile salute. Le fu diagnosticata l'epilessia e iniziò ad avere crisi epilettiche. Allo stesso tempo, Bona espresse apertamente la sua avversione per Elisabetta e continuò a cercare modi per distruggere il matrimonio. Bona mise in dubbio la formulazione della dispensa matrimoniale; una nuova dispensa fu emessa il 17 maggio 1544. D'altra parte, Elisabetta piaceva alla nobiltà polacca  che simpatizzava per lei - una giovane, donna piacevole ignorata dal marito e schernita dalla sua ambiziosa suocera. Anche il suocero Sigismondo I era solidale con lei, ma era troppo debole per proteggerla da Bona.
Due mesi dopo il matrimonio una pestilenza raggiunse Cracovia e la famiglia reale lasciò la capitale. Sigismondo Augusto partì per il Granducato di Lituania, mentre Sigismondo I il Vecchio, Bona ed Elisabetta visitarono varie città della Polonia. Dopo un anno di separazione, la coppia si incontrò a Brėst. Sigismondo Augusto amava vivere in modo indipendente in Lituania e convinse suo padre ad affidargli la decisione sul Granducato. Nell'autunno del 1544 Elisabetta e Sigismondo Augusto si trasferirono a Vilnius. Per alcuni mesi Sigismondo Augusto tentò di mantenere le apparenze di un matrimonio di successo per placare gli Asburgo, ma presto iniziò a ignorare sua moglie e continuò la sua relazione con Barbara Radziwiłł.

## Morte
Nell'aprile del 1545, la salute di Elisabetta peggiorò e fu tormentata da attacchi sempre più frequenti. L'8 giugno 1545 Sigismondo Augusto andò a Cracovia per ricevere la dote di Elisabetta, lasciando la moglie da sola a Vilnius. A Cracovia, Sigismondo Augusto chiese informazioni sui trattamenti e chiese a Ferdinando I di mandare i suoi dottori. Ma era troppo tardi. Il 15 giugno, la giovane regina è morta stremata dalle sue numerose crisi epilettiche. Fu sepolta il 24 luglio 1545 (dopo il ritorno di suo marito da Cracovia) nella cattedrale di Vilnius, accanto allo zio del marito, il re Alessandro Jagellone.
Sigismondo si risposò altre due volte: la sua terza moglie fu una delle sorelle di Elisabetta, Caterina.

## Ascendenza
|                        |                        |                            | Genitori                  |  |  | Nonni |  |  | Bisnonni                 |  |  | Trisnonni              |  |
|                        |                        |                            |                           |  |  |       |  |  | Massimiliano I d'Asburgo |  |  | Federico III d'Asburgo |  |
|                        |                        |                            |                           |  |  |       |  |  | Massimiliano I d'Asburgo |  |  | Federico III d'Asburgo |  |
|                        |                        | Eleonora d'Aviz            |                           |  |  |       |  |  | Massimiliano I d'Asburgo |  |  |                        |  |
| Filippo                |                        |                            |                           |  |  |       |  |  | Massimiliano I d'Asburgo |  |  |                        |  |
|                        |                        | Maria di Borgogna          | Carlo I di Borgogna       |  |  |       |  |  |                          |  |  |                        |  |
|                        |                        | Maria di Borgogna          | Carlo I di Borgogna       |  |  |       |  |  |                          |  |  |                        |  |
|                        |                        | Maria di Borgogna          | Isabella di Borbone       |  |  |       |  |  |                          |  |  |                        |  |
| Ferdinando I d'Asburgo |                        | Maria di Borgogna          |                           |  |  |       |  |  |                          |  |  |                        |  |
|                        |                        | Ferdinando II d'Aragona    | Giovanni II d'Aragona     |  |  |       |  |  |                          |  |  |                        |  |
|                        |                        | Ferdinando II d'Aragona    | Giovanni II d'Aragona     |  |  |       |  |  |                          |  |  |                        |  |
|                        |                        | Ferdinando II d'Aragona    | Giovanna Enríquez         |  |  |       |  |  |                          |  |  |                        |  |
| Giovanna di Castiglia  |                        | Ferdinando II d'Aragona    |                           |  |  |       |  |  |                          |  |  |                        |  |
|                        |                        | Isabella di Castiglia      | Giovanni II di Castiglia  |  |  |       |  |  |                          |  |  |                        |  |
|                        |                        | Isabella di Castiglia      | Giovanni II di Castiglia  |  |  |       |  |  |                          |  |  |                        |  |
|                        |                        | Isabella di Castiglia      | Isabella del Portogallo   |  |  |       |  |  |                          |  |  |                        |  |
| Elisabetta d'Asburgo   |                        | Isabella di Castiglia      |                           |  |  |       |  |  |                          |  |  |                        |  |
|                        | Casimiro IV di Polonia | Ladislao II di Polonia     |                           |  |  |       |  |  |                          |  |  |                        |  |
|                        | Casimiro IV di Polonia | Ladislao II di Polonia     |                           |  |  |       |  |  |                          |  |  |                        |  |
|                        | Casimiro IV di Polonia | Sofia Alšėniškė            |                           |  |  |       |  |  |                          |  |  |                        |  |
| Ladislao II di Boemia  | Casimiro IV di Polonia |                            |                           |  |  |       |  |  |                          |  |  |                        |  |
|                        |                        | Elisabetta d'Asburgo       | Alberto II d'Asburgo      |  |  |       |  |  |                          |  |  |                        |  |
|                        |                        | Elisabetta d'Asburgo       | Alberto II d'Asburgo      |  |  |       |  |  |                          |  |  |                        |  |
|                        |                        | Elisabetta d'Asburgo       | Elisabetta di Lussemburgo |  |  |       |  |  |                          |  |  |                        |  |
| Anna Jagellone         |                        | Elisabetta d'Asburgo       |                           |  |  |       |  |  |                          |  |  |                        |  |
|                        |                        | Gastone II di Foix-Candale | Giovanni di Foix-Candale  |  |  |       |  |  |                          |  |  |                        |  |
|                        |                        | Gastone II di Foix-Candale | Giovanni di Foix-Candale  |  |  |       |  |  |                          |  |  |                        |  |
|                        |                        | Gastone II di Foix-Candale | Margaret de la Pole       |  |  |       |  |  |                          |  |  |                        |  |
| Anna di Foix-Candale   |                        | Gastone II di Foix-Candale |                           |  |  |       |  |  |                          |  |  |                        |  |
|                        |                        | Caterina di Navarra        | Gastone IV di Foix        |  |  |       |  |  |                          |  |  |                        |  |
|                        |                        | Caterina di Navarra        | Gastone IV di Foix        |  |  |       |  |  |                          |  |  |                        |  |
|                        |                        | Caterina di Navarra        | Eleonora di Navarra       |  |  |       |  |  |                          |  |  |                        |  |
|                        |                        | Caterina di Navarra        |                           |  |  |       |  |  |                          |  |  |                        |  |